# 해평중학교
해평중학교(海平中學校)는 대한민국 경상북도 구미시 해평면 월호리에 있는 공립 중학교이다.

## 학교 연혁
- 1953년 4월 1일 : 해평중학교 설립인가(6학급 300명)
- 1953년 4월 8일 : 김상권 교장 사무취급 초대 취임
- 1953년 4월 17일 : 구 신한공사 사택을 임시교사로 정하여 개교식
- 1953년 4월 30일 : 제1학년 124명 입학
- 1953년 5월 1일 : 해평면 월호동 484본지(7900평) 교사부지로 매입 4교실 착공
- 1955년 3월 2일 : 제1회 졸업식 64명 졸업
- 1972년 8월 16일 : 시청각 자료 센타로 지정
- 1977년 3월 1일 : 국민토의 연구학교 지정
- 1983년 3월 1일 : 학칙 변경 11학급 인가
- 1983년 11월 7일 : 구미시 교육청지정 국어교육 시범 공개
- 2001년 7월 1일 : 학교 신문 발간(창간호)
- 2001년 10월 26일 : 제1회 목화제 개최(26～27)
- 2022년 3월 1일 : 제33대 심영란 교장 취임
- 2023년 1월 6일 : 제69회 졸업(졸업생수 16명, 졸업생 총수 8,649명)

## 참고 자료
- 해평중학교 - 한국교육학술정보원 학교알리미